# Tadeusz Bieda
Tadeusz Jan Bieda (ur. w 1962 we Włodowicach) – polski historyk, publicysta, nauczyciel historii i wiedzy o społeczeństwie.
Absolwent Wydziału Historycznego Uniwersytetu Wrocławskiego. Pracował jako nauczyciel w Zespole Edukacyjnym Włodowice oraz do 2017 w Gimnazjum w Ścinawce Średniej. Obecnie uczy w Zespole Szkolno-Przedszkolnym w Ścinawce Średniej. W swoich książkach opisuje historię regionalną. Szczególnie interesuje się  Hrabstwem Kłodzkim. Mieszka we Włodowicach.

## Publikacje
- U podnóża Gór Stołowych. Historia miejscowości Gminy Radków, wydanie I, UMiG Radków 2004, ISBN 83-920752-0-X
- Włodowice nad Włodzicą, Włodowice, Stow. Społeczno-Kulturalne Włodzica, 2004, ISBN 83-921222-0-8
- Wśród malowniczych wzgórz nad Włodzicą. Zarys dziejów miejscowości gminy Nowa Ruda,  Wydawnictwo Maria, Nowa Ruda 2007, ISBN 978-83-60478-20-2
- U podnóża Gór Stołowych. Historia miejscowości Gminy Radków, wydanie II, Wydawnictwo Maria, Nowa Ruda, Radków 2008, ISBN 978-83-60478-55-4
- Królewska Perła Gór Stołowych. Radków na przestrzeni dziejów, Radków 2022, ISBN 978-83-66996-40-3

zbiorowe
- Popularna Encyklopedia Ziemi Kłodzkiej, Kłodzko-Nowa Ruda: Kłodzkie Towarzystwo Oświatowe, 2009 ISBN 978-83-60478-90-5